# Makrela atlantycka
Makrela atlantycka (Scomber scombrus) – gatunek ryby z rodziny makrelowatych.

## Zasięg występowania
Wzdłuż północnoamerykańskich i europejskich wybrzeży Oceanu Atlantyckiego, południowo-zachodnia część Morza Bałtyckiego, Morze Śródziemne i Morze Czarne, na głębokościach do 1000 m p.p.m. W Bałtyku pojawiają się po tarle i odpływają przed zimą.

## Opis
Ciało wąskie, cylindryczne z dużym otworem gębowym w położeniu końcowym. Dwie płetwy grzbietowe. Grzbiet zielonkawy lub niebieskawy, spód jasny. Brak pęcherza pławnego. Dorosłe osobniki osiągają masę do 1 kg i długość do 50 cm.

## Tryb życia
Makrele są rybami wędrownymi. Jesienią i zimą żerują przy dnie zjadając głównie bezkręgowce. Od wiosny tworzą ławice i kierują się ku terenom tarłowym. Jedna samica składa kilkaset tysięcy jaj. Ikra i larwy pelagiczne, unoszą się w toni wodnej. W okresie rozrodu dorosłe osobniki żywią się planktonem, później tworzą niewielkie stada i polują na małe ryby.

## Znaczenie gospodarcze

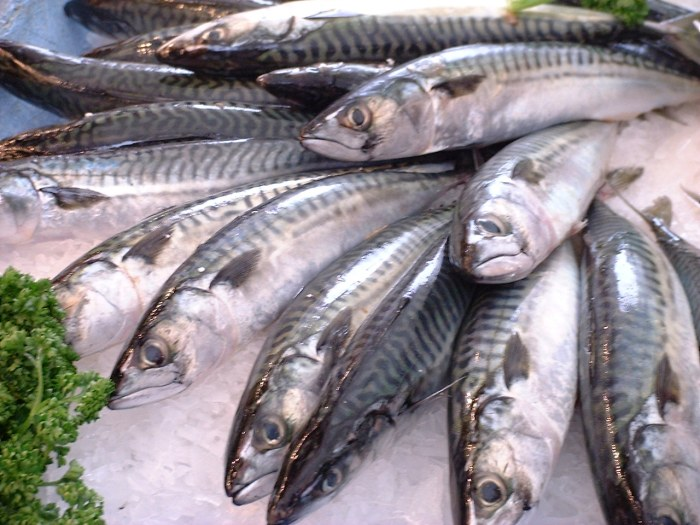

Poławiana gospodarczo na dużą skalę. Stanowi również pokarm dla dużych ryb.